# Lionel Luthor
Lionel Luthor è un personaggio della serie televisiva The WB/CW Smallville. Il personaggio appare inizialmente come special guest nella prima stagione, per poi diventare un personaggio regolare nella seconda stagione fin quando non è stato tagliato dalla serie negli ultimi episodi della settima. È il padre di Lex Luthor. Il personaggio era apparso anche nei fumetti ma aveva avuto un ruolo quasi del tutto irrilevante, oltre ad essere identificato con un altro nome. In seguito il personaggio di Smallville è stato introdotto anche nella versione a fumetti.

## Biografia del personaggio
Nato e vissuto a Metropolis, è figlio di Lachlan ed Eliza Luthor, che uccide da giovanissimo assieme al criminale Morgan Edge per incassare le loro assicurazioni sulla vita. Lionel, insabbiando questo crimine, comincia la scalata che lo porta a diventare il fondatore nonché direttore della LuthorCorp. Raggiunto il successo economico, sposa la bella Lilian da cui ha due figli, Alexander Joseph Luthor, detto Lex, il primogenito, e Julian.
Lionel Luthor viene presentato come un uomo molto ricco, potente e influente. Incline a un atteggiamento sociopatico, si rifiuta di partecipare alla vita emotiva delle altre persone, ritenendo qualsiasi forma di condivisione dei sentimenti una debolezza. Manipolativo ed estremamente intelligente, non si lascia sfuggire alcuna occasione che possa fruttargli un vantaggio. Sua peculiare abilità è quella di comprendere l'animo delle persone che ha di fronte; con questa dote è in grado di decifrare anche le persone più remissive e misteriose, come Clark Kent, sfruttandone le debolezze.
La cattiveria di Lionel, secondo Jonathan Kent, è proprio nella sua doppiezza, nel suo apparire gentile e premuroso con i bisognosi ma solo a patto di ottenere qualcosa in cambio. È portato anche a vendicarsi di chi lo ha precedentemente ostacolato. Anche grazie a queste caratteristiche, unite alla sua intraprendenza, ha avuto successo nel mondo degli affari diventando di fatto il leader mondiale del settore biotecnologico.
La compagnia che ha fondato e dirige, la LuthorCorp, è un conglomerato di varie industrie attive essenzialmente nella ricerca biotecnologica e ingegneristica. Inizialmente la società si occupava di fertilizzanti e prodotti agricoli, espandendo successivamente le sue attività in altri settori dell'alta tecnologia. Alcuni dei principali sussidiari della LuthorCorp sono la Metron Pharmaceuticals, che si occupa della produzione e commercializzazione di farmaci, gli storici Fertilizers Plants con cui Lionel iniziò la sua impresa, la SynTechnics, che si occupa di bioingegneria e robotica, la MetroTech, attiva nel campo dei materiali chimici, i Cadmus Laboratories della Hardwick Enterprises, che svolgono innovative ricerche sull'ingegneria genetica, la Nanotechnology Division che si occupa di nanotecnologia, la Safetex, che sviluppa sistemi avanzati di sicurezza informatica e si occupa inoltre di addestramento del personale della sicurezza e la NuCorp, che effettua ricerche sull'energia meteoritica; la Luthorcorp ha poi avuto importanti contratti governativi, come quello stabilito con l'esercito statunitense per la realizzazione di una potentissima arma ad impulsi sonori (Progetto Levitas). Oltre a questi settori la Luthorcorp è proprietaria della squadra di football di Metropolis, gli Sharks, nonché dello stesso stadio, di una catena di alberghi dislocata in Svizzera e Stati Uniti, e del quotidiano Daily Planet.
In un certo senso è convinto di essere un moderno Filippo II di Macedonia, che è riuscito a conquistare un potere immenso grazie alle proprie forze e ha spianato la strada della gloria al figlio prediletto, Alexander. Il rapporto con suo figlio è complesso e ambiguo: lo schernisce, lo mette alla prova sul lavoro, e a volte lo umilia perfino in pubblico, ma allo stesso tempo fa di tutto perché Lex possa trovare la sua strada, che secondo Lionel dovrebbe essere quella naturale di assumere il controllo della Luthor Corporation. Il rapporto tra padre e figlio prende una piega distorta dal momento in cui Lilian uccide Julian, e Lex, per proteggerla, si prende la colpa dell'infanticidio. Da quel momento Lionel, che prima era un padre premuroso e affettuoso nonostante fosse molto impegnato sul lavoro, diventa freddo e distaccato nei confronti del figlio, che dopo la morte della moglie viene allevato come un "vero Luthor", cioè addestrato ai valori dell'astuzia, della determinazione e della vittoria a tutti i costi.
Lionel però è anche una persona dai poliedrici interessi, con una passione per la musica d'opera e la musica classica. Ama anche la letteratura e la storia, e spesso nelle conversazioni con Lex usa similitudini con personaggi storici o metafore letterarie. Possiede una notevole cultura anche in ambito scientifico, essendo laureato summa cum laude in chimica nella celebre Università Yale e avendo ottenuto un dottorato in ingegneria biochimica. È un estimatore di Machiavelli e Friedrich Nietzsche, infatti da questi pensatori ha desunto il proprio modello di vita e di comportamento: tra le sue letture preferite ci sono Al di là del bene e del male, Il principe di Machiavelli e L'arte della guerra di Sun Tzu. È appassionato di archeologia e ha il culto del collezionismo: ama reperire manufatti preziosi appartenenti a civiltà antiche. Si interessa inoltre degli scacchi, di cui dimostra di essere un abile giocatore. Questa sua abilità si rispecchia spessissimo nel comportamento quotidiano, specialmente nei confronti di Lex, che è costretto a subire i piani che suo padre gli ha riservato.
Insieme a Lex condivide l'ossessione per la ricerca di intelligenze extraterrestri: la sua attività "eso-archeologica" comincia ufficialmente quando scopre l'esistenza della civiltà kryptoniana. Da quel momento dedica gran parte dei suoi sforzi e dei suoi enormi fondi a questa ricerca. Dopo la prima pioggia di meteoriti a Smallville, Lionel si convince di aver identificato l'"uomo venuto dalle stelle" in Clark Kent.
L'uomo tradisce ripetutamente la moglie: tra le amanti, c'è anche Rachel Dunlevy, da cui ha un figlio, Lucas. È principalmente questa la ragione della morte della moglie Lilian, che stanca dei suoi continui tradimenti e non condividendo i metodi educativi del marito, cade in un fortissimo stato depressivo. Anche se non lo ammette mai esplicitamente, Lionel nutre un sincero e profondo sentimento verso Martha Kent, madre di Clark, per cui potrebbe donare anche la sua stessa vita, come visto in un episodio della quinta stagione, e non esita mai ad aiutarla nel momento del bisogno.
Lionel è responsabile di numerosi omicidi e di crimini contro l'umanità, come ad esempio la clonazione umana (in particolare della piccola Emily Dinsmore, figlia deceduta di un suo collaboratore e vecchia amica di Lana Lang, quando erano entrambe bambine). Viene anche arrestato e messo in prigione per un breve periodo, ma è stato liberato poco tempo dopo. Durante la sua prigionia, dopo aver scambiato erroneamente il suo corpo con quello di Clark (in realtà lui voleva scambiarsi con Lex), scopre i poteri del giovane, ma quando Clark riesce a scambiare nuovamente i loro corpi, Lionel non solo non ricorda cosa sia avvenuto mentre era nel corpo di Clark, ma guarisce dalla malattia terminale al fegato che lo affliggeva da alcuni anni (proprio per la presenza di Clark nel suo corpo) e risveglia la bontà in lui. Lionel inizia così a dedicarsi, dopo essere uscito di prigione, ad opere di beneficenza e tenta di ricostruire un rapporto amorevole padre-figlio con Lex, il quale si sta però sempre più inabissando nell'oscurità. Quando il lato malvagio del figlio fa riaffiorare anche il suo, Lionel sembra tornare l'uomo freddo e calcolatore di prima, ma poco dopo cade in coma a causa del cristallo della Fortezza della solitudine.
Nella quinta stagione, Lionel, dopo il risveglio dal coma, è perfettamente consapevole del segreto di Clark, tuttavia si adopera per proteggere il suo segreto e per sostenere Martha Kent in senato. Nella sesta stagione si adopera, sempre a modo suo, per proteggere la vita e il destino di Clark, divenendo anche un emissario di Jor-El, il cui sapere viene riversato dentro di lui. Nella settima stagione si scopre che Lionel, anni prima, ha ucciso tutti i membri di Veritas per avere l'intera ricompensa del "Viaggiatore" e ha costruito una gabbia con la kryptonite per rinchiudere Clark (che però utilizzerà per proteggerlo). La scoperta crea una separazione tra lui e il giovane Kent. Muore ucciso dal figlio Lex che lo scaglia giù da una finestra del grattacielo della LuthorCorp perché quest'ultimo non voleva dirgli la verità sul "Viaggiatore". Tramite un messaggio registrato in precedenza nell'evenienza della sua morte, Lionel dice a Clark che ha conosciuto uomini terribili nella sua vita, come anche però tanti uomini ben visti e di grande valore, ma che la sua fama e tutti coloro che ha conosciuto non valgono l'aver avuto l'onore di conoscere lui e di poterlo aiutare. Clark capisce che Lionel, malgrado tutto il male causato in vita sua, si fosse sinceramente pentito e che lo considerasse come un secondo figlio. Al suo funerale, contrariamente a quanto stabilito da Lex, Clark si presenterà per dirgli tristemente addio.
Nella decima stagione un Lionel malvagio giunge da una dimensione parallela per prendere possesso della LuthorCorp amministrata da Tess Mercer, dalla quale infine viene ostacolato. Deciso a far rivivere Lex, asporta gli organi ancora sani dei cloni nel corpo del figlio, eccetto il cuore; pur tentando di asportare il cuore sia di Alexander (clone ancora bambino di Lex) sia di Tess, si vede infine costretto a cedere la propria anima a Darkseid, perché ferito mortalmente dalla donna; posseduto dal malvagio Darkseid, si reca ad affrontare Clark ma viene sconfitto e letteralmente disintegrato da lui.

## Versioni alternative

### Fumetti
Nel periodo Silver Age dei fumetti di Superman, il padre di Lex Luthor, che si chiamava Jules, era un venditore ambulante che si trasferì con la sua famiglia a Smallville, dove suo figlio divenne amico di Superboy. Tuttavia, dopo che Lex divenne cattivo, Jules disconobbe suo figlio, andandosene con il resto della sua famiglia (che includeva sua moglie, Arlene, e la sorella minore di Lex, Lena) da Smallville e, per vergogna, cambiando il suo cognome in "Thorul" (anagramma di "Luthor").
In seguito alla riscrittura delle origini di Superman attuata da John Byrne, la storia dei genitori di Lex venne alterata; in questa versione di Superman essi vennero uccisi in un incidente stradale causato dal figlio.
Con la miniserie del 2004 Superman: Birthright, la storia dei genitori di Lex venne di nuovo alterata, prendendo spunto dalla serie televisiva Smallville, dalla versione Silver Age e dalla versione di Byrne. Secondo il canone Post-Birthright/Pre-Infinite Crisis, Lex uccise i genitori, ma poi assunse un attore che doveva fingere di essere suo padre, Lionel, quando si trasferì a Smallville.
In Teen Titans (vol. 3) n. 26, un flashback mostra Lex Luthor chiamare il clone di Superboy "Project Lionel", dal nome di suo padre. Nel 2007 Lionel (con le fattezze di John Glover) appare in The Origin of Lex Luthor, nella serie settimanale Countdown to Final Crisis e di nuovo in Booster Gold n. 3, in cui avviene un viaggio nel tempo nel periodo dell'infanzia di Lex.